# Filmåret 1918

## Årets filmer

### A - G
- Berg-Ejvind och hans hustru
- Fyrvaktarens dotter

### H - N
- Himmelsskeppet
- How Could You Jean?[1]
- Kapten Grogg gifter sig
- Kapten Grogg och fru
- Mästerkatten i stövlar[2]
- Nattliga toner
- Nobelpristagaren

### O - U
- The sinking of the Lusitania
- Spöket på Junkershus
- Storstadsfaror
- Thomas Graals bästa barn
- Tiggargrevinnan
- Ur en foxterriers dagbok II

### V - Ö
- Äkta Manhattan
- Äktenskap på narri
- Ökenriddaren

## Födda
- 10 januari – Kåge Sigurth, svensk TV-producent och manusförfattare.
- 13 januari
  - Curt Ericson, svensk skådespelare.
  - Guje Lagerwall, svensk skådespelare.
- 16 januari – Allan Ekelund, svensk filmproducent och regiassistent.
- 7 februari – Bertil Edgardh, svensk manusförfattare, regiassistent, författare och psykoanalytiker.
- 9 februari
  - Felix Alvo, svensk filmproducent, produktionsledare, statistskådespelare och svajmastartist.
  - Sven Holmberg, svensk skådespelare och sångare.
- 20 februari – Vera Valdor, svensk skådespelare.
- 1 mars – Else Fisher, svensk regissör och skådespelare.
- 8 mars – Ingrid Envall, svensk skådespelare.
- 9 mars – Stina Sorbon, svensk sångerska och skådespelare.
- 17 mars – Mercedes McCambridge, amerikansk skådespelare.
- 31 mars – Julie Bernby, svensk skådespelare, sångerska, författare och sångtextförfattare.
- 17 april – William Holden, amerikansk skådespelare.
- 13 maj – Jim Hughes, amerikansk skådespelare.
- 18 maj – Harald Emanuelsson, svensk skådespelare.
- 29 maj – Erik Strandell, svensk skådespelare.
- 7 juni – Tage Berg, svensk skådespelare.
- 8 juni – Margareta Fahlén, svensk skådespelare.
- 11 juni – Rolf Gregor, svensk skådespelare.
- 13 juni – Carl-Axel Hallgren, svensk skådespelare och operasångare (baryton).
- 30 juni – Susan Hayward, amerikansk skådespelare.
- 1 juli – Siv Ericks, svensk skådespelare.
- 14 juli
  - Ingmar Bergman, svensk regissör.
  - Arthur Laurents, amerikansk författare, främst verksam som dramatiker och filmmanusförfattare.
- 24 september – Lennart Lindberg, svensk skådespelare.
- 18 augusti – Helen Brinchmann, norsk skådespelare.
- 19 augusti – Karl-Arne Bergman, svensk skådespelare, rekvisitör och inspicient.
- 28 augusti – Lars-Eric Kjellgren, svensk regissör och manusförfattare.
- 11 oktober – Jerome Robbins, amerikansk koreograf, regissör och dansare.
- 13 oktober – Viveka Linder, svensk skådespelare.
- 17 oktober – Rita Hayworth, amerikansk skådespelare och dansare.
- 25 oktober – Mimi Nelson, svensk skådespelare.
- 27 oktober – Teresa Wright, amerikansk skådespelare.
- 30 oktober – Ruth Kasdan, svensk skådespelare och sångerska.
- 4 november
  - Art Carney, amerikansk skådespelare.
  - Cameron Mitchell, amerikansk skådespelare.
- 20 november – Sven Lindberg, svensk skådespelare.
- 8 december – Gunnar Öhlund, svensk skådespelare.
- 12 december – May Sandart, svensk dansare och skådespelare.
- 15 december – Jeff Chandler, amerikansk skådespelare.

## Avlidna
- 9 januari – Émile Reynaud, 73, fransk filmpionjär och animatör
- 30 april – Mary Maurice, 73, amerikansk skådespelare.

### Fotnoter
1. ↑  IMDB, läst 23 april 2012
2. ↑  IMDB, läst 29 februari 2012